# Моренси (Аризона)
Моренси (енгл. Morenci) насељено је место без административног статуса у америчкој савезној држави Аризона.

## Демографија
По попису из 2010. године број становника је 1.489, што је 390 (-20,8%) становника мање него 2000. године.
| Група             | 2000.       | 2010.       |
| Белци             | 963 (51,3%) | 607 (40,8%) |
| Афроамериканци    | 9 (0,5%)    | 35 (2,4%)   |
| Азијати           | 10 (0,5%)   | 11 (0,7%)   |
| Хиспаноамериканци | 837 (44,5%) | 791 (53,1%) |
| Укупно            | 1.879       | 1.489       |